# Gabrielle Charlotte Réju

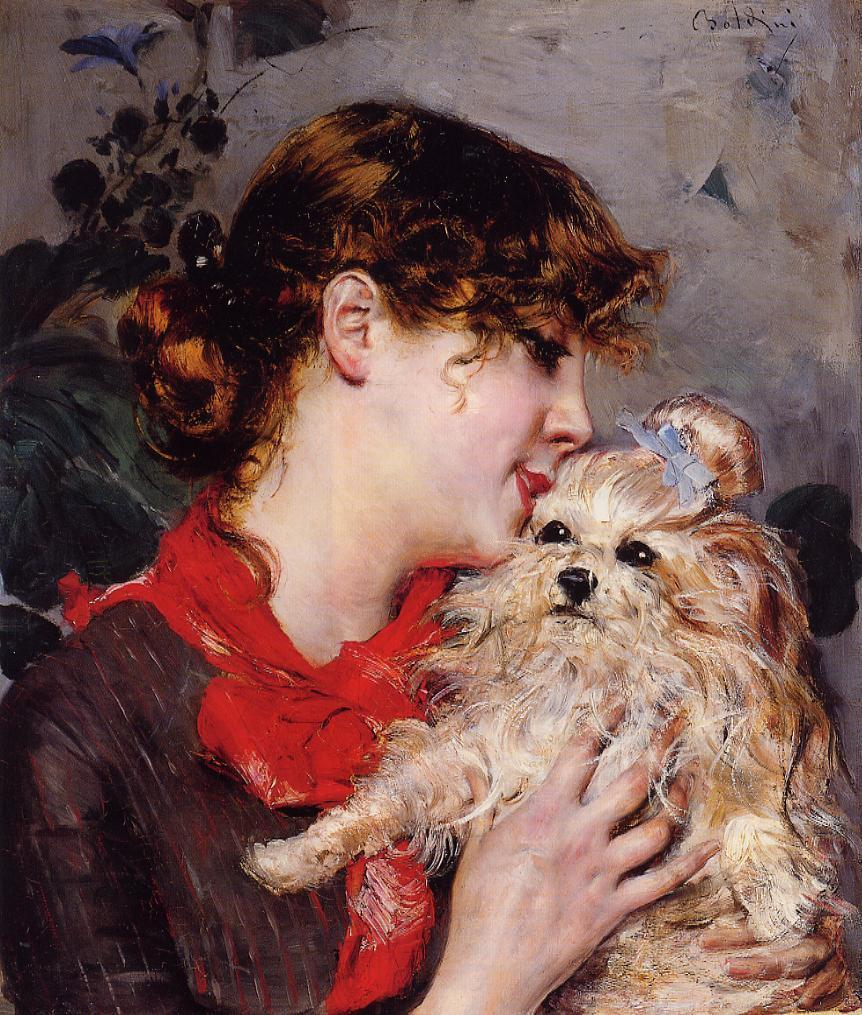
L'actriu Réjane i el seu gos, Giovanni Boldini. Ca 1885

Gabrielle Charlotte Réju, també coneguda com a Gabrielle Réjane (París, 1856 - París, 1920) fou una actriu francesa.
Debutà el 1875 amb comèdies lleugeres i vodevils i representà després obres dramàtiques. L'any 1911 assolí un gran èxit amb L'ocell blau de Maeterlinck. Fou la típica dona d'escena del moment amb grans dots interpretatius. A més d'actriu, regentà un teatre propi, el Théatre Réjane, i fins i tot debutà en el cinema.
La tardor del 1899 actuà a Barcelona, on comptava amb un públic entusiasta, i aleshores visità el taller de Ramon Casas, moment en què aquest realitzà un retrat conservat actualment al MNAC, que aparegué publicat a Pèl & Ploma amb el títol «Madame Rejanne, croquis d'après nature». Segons sembla, des que el pintor francès Bastien Lepage l'havia pintat, no s'havia deixat tornar a retratar.
Va inspirar, en part, Marcel Proust — sens dubte conjuntament amb les actrius Sarah Bernhardt i Rachel — per al personatge de l'actriu «Berma» en A la recerca del temps perdut.